# 駝背裂花介
駝背裂花介（学名：Schizocythere gibbrosa）为浪花介科裂花介屬下的一个种。